# Félix Potin
Pour les articles homonymes, voir Félix Potin (personne) et Potin (homonymie).
Félix Potin est une enseigne française de distribution créée par l'épicier Félix Potin au milieu du XIXe siècle, et qui perdura jusqu'à la fin du XXe siècle.
Sous le Second Empire, son fondateur parvient à développer son commerce à Paris grâce à une conception novatrice du métier d'épicier ; commerçant, Potin possède également sa propre usine de transformation des produits bruts qu'il achète. Les héritiers de la marque poursuivent le développement et la transformation de l'enseigne jusqu'à sa cession après la Seconde Guerre mondiale. À partir des années 1980, confrontés à la concurrence des autres enseignes de la grande distribution, les magasins perdent en rentabilité ; l'enseigne disparaît en 1995.

## Histoire du groupe Félix Potin

### Histoire chronologique du groupe Félix Potin
L'histoire du groupe Félix Potin peut se découper au fil du temps en cinq périodes distinctes :
1. l'ère de la pose des fondations qui va de 1844 jusqu'au décès de Félix Potin en 1871 ;
2. l'ère du développement qui va de 1871 jusqu'en 1924, Félix Potin est alors dirigé par la veuve de Félix Potin et ses enfants ; c'est la 1re génération des héritiers de Félix Potin qui est aux commandes ;
3. une période d'incertitudes s'installe de 1924 à 1945 lorsque la 2e génération d'héritiers prend les commandes du groupe Félix Potin. La période est dominée par l'action de Jean Potin aux commandes du groupe jusqu'à son décès en 1945 ;
4. une période de déclin s'amorce lorsque la 3e génération d'héritiers de Félix Potin prend les commandes du groupe en 1945 puis cède le groupe Félix Potin par manque d'intérêt et d'implication personnelle ;
5. de 1984 à 1995, on assiste à la mort annoncée d'un groupe qui périclite au fil des cessions.

### La création (1844-1871)

#### Les épiceries

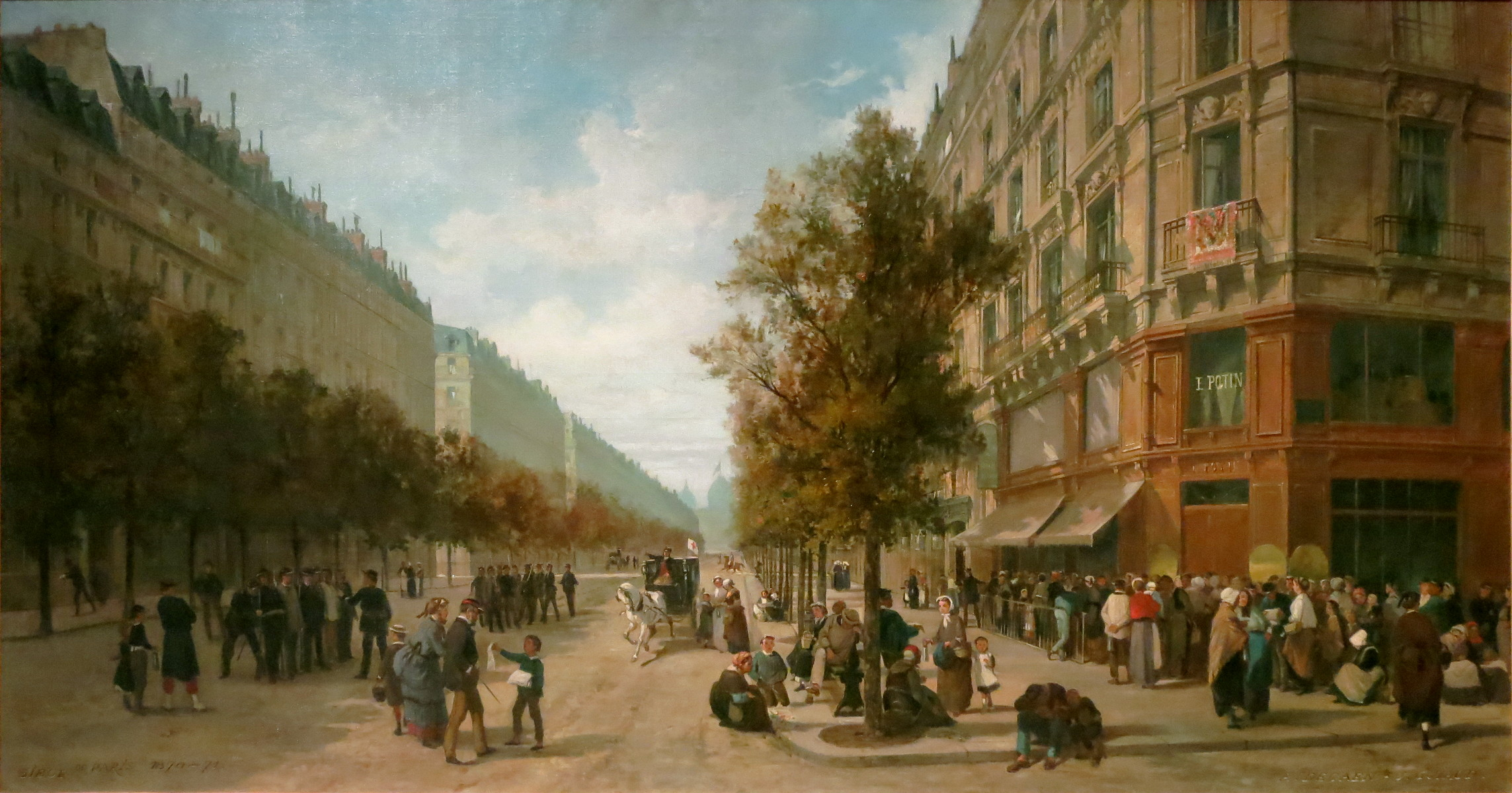
Tableau représentant la queue à la porte de l'épicerie Félix Potin du boulevard de Sébastopol pendant le siège de Paris en novembre 1870 (œuvre d'Alfred Decaen et Jacques Guiaud, musée Carnavalet).

Félix Potin, né en 1820 à Arpajon, monte à Paris en 1836 où il est commis épicier pendant huit ans. Il s'installe à son compte en 1844 au numéro 28 de la rue Neuve-Coquenard dans l'actuel 9e arrondissement de Paris. Le choix de cet emplacement est judicieux : la rue est très commerçante et est située non loin des abattoirs de Montmartre. Après son mariage en 1845, il tient son épicerie avec son épouse. Son échoppe est à cette époque modeste et ressemble aux autres épiceries du quartier. Son gendre la décrira ainsi ,

« Ce n'était qu'une boutique au sens vulgaire du terme. La façade était flanquée de larges tonneaux contenant les pruneaux et les olives. Des chapelets de harengs saurs et le pain de sucre pendaient aux poutrelles du plancher. Les objets étaient enveloppés à la hâte dans des feuilles de papier grossier. »

— gendre de Félix Potin, 
Félix Potin a une pratique novatrice du métier d'épicier : aux habitudes parfois malhonnêtes des épiciers de l'époque, il préfère le respect du client. A de fortes marges sur des produits vendus en faible nombre, il préfère vendre beaucoup à bon marché. Il affiche les prix, qui sont fixes, et la vente se fait au comptant. Il entend vendre « à bon poids, bon prix », suivant en cela l'exemple de son ami et ancien patron Bonnerot, qui tenait une épicerie de détail au 6, rue du Rocher à Paris.

« M. Bonnerot imagina de livrer exactement ce qu’il facturait et de vendre à très petit bénéfice. Ce fut le principe de la « gâche », ainsi nommée parce que les autres épiciers, furieux, traitèrent ce faux frère de gâcheur du métier et son système de gâchage des prix. La « gâche » obtint un succès rapide »

— Georges d'Avenel dans Le Mécanisme de la Vie moderne. — V. les Magasins d’alimentation, Revue des Deux Mondes, Paris, 1895 ,   
Pour attirer et fidéliser la clientèle, Potin vend certains produits de base (sucre, huile) à prix coûtant, faisant son bénéfice sur d'autres produits plus luxueux. Contrairement à son ancien patron, Félix Potin ne sacrifie pas le prix au détriment de la qualité. Pour pouvoir vendre à bas prix, il réduit les intermédiaires et cherche à se passer des grossistes,.
En 1850 Félix Potin vend son épicerie de la rue Neuve-Coquenard pour reprendre celle de son ancien patron Bonnerot, rue du Rocher. Rapidement, il a une autre idée en vue : s'implanter sur un des boulevards que le préfet de la Seine, le baron Haussmann perce dans Paris.
C'est chose faite en 1860, année où Félix Potin ouvre une épicerie sur le nouveau boulevard de Sébastopol, au numéro 103, à l'angle de la rue Réaumur. Le magasin du boulevard de Sébastopol se développe tandis que son beau-frère déménage à son tour pour ouvrir en 1864 une grande épicerie au 47, boulevard Malesherbes : ces deux magasins constituent la « maison Félix Potin ». À partir de 1870, la Maison Félix Potin propose à sa clientèle un service de livraison à domicile,.

#### Les usines et entrepôts
En fin observateur de son temps, Félix Potin note le développement du chemin de fer au cours des années 1850-60. Ce développement lui permet de révolutionner le processus des achats de l'épicerie en allant s'approvisionner directement en province, chez les producteurs. Cette intégration verticale permet de court-circuiter les grossistes, d'éliminer les intermédiaires et d'en absorber les marges commerciales.

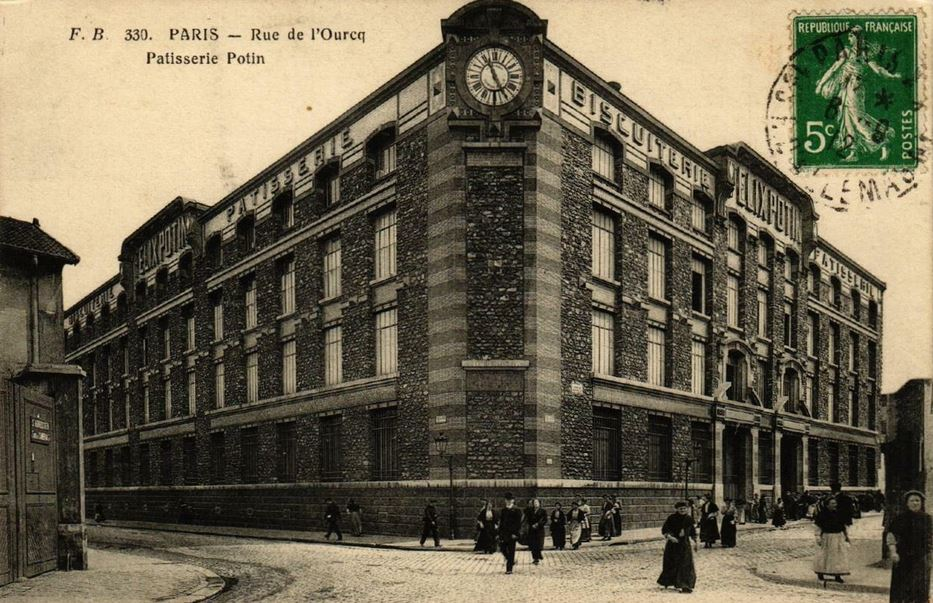
Carte postale représentant l'usine de patisserie Félix Potin rue de l'Ourcq.

Parallèlement au développement de ses magasins, Félix Potin bâtit sa propre fabrique dès 1861 rue de l'Ourcq à la Villette sur un terrain de 4 000 m2. L'objectif est de transformer les produits qu'il reçoit directement de province. Dans son usine, Félix Potin produit du sucre en morceaux obtenu grâce à une casserie mécanique de pains de sucre, activité novatrice à une époque où l'on casse encore les pains de sucre à la main dans les épiceries. Cette nouveauté attire les concurrents, et peu à peu s'installe dans le quartier de la Villette un écosystème consacré au sucre avec des raffineurs, des concasseurs, des producteurs d'emballages, des confiseurs et des chocolatiers. Félix Potin fabrique également du chocolat, torréfie le café, distille des liqueurs, fabrique des conserves de légumes, produit des confitures, prépare moutarde et condiments : Félix Potin crée la première marque de distributeur. Son développement est servi par les changements intervenus au cours du Second Empire : développement du chemin de fer et des transports par voie d'eau, dont bénéficie l'implantation de sa fabrique à La Villette et le développement urbain de Paris avec la création de nouveaux boulevards où il installe ses commerces,,,,.
À l'usine de La Villette, une partie des ouvriers de Félix Potin est logée sur place. Pour les autres, la sortie s'effectue par le grand portail de l'usine en respectant un délai de quelques minutes : les hommes et les femmes ne sortent pas en même temps. Cet usage est justifié par la protection de la moralité et la sauvegarde des bonnes mœurs,.

#### Les biens agricoles

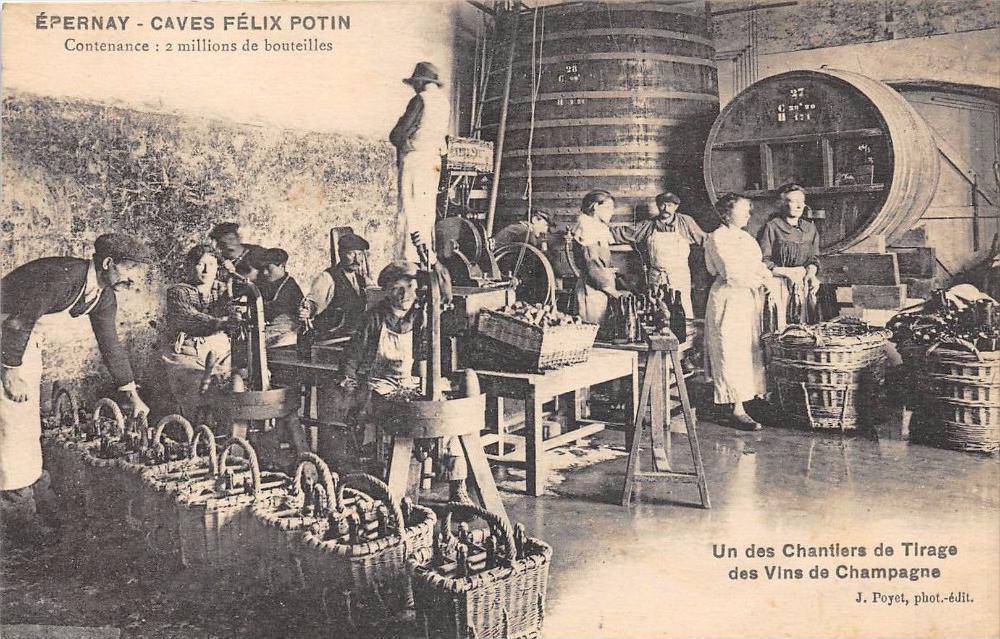
Caves Félix Potin Épernay

Afin d'intégrer encore plus verticalement la chaine de valeur, Félix Potin achète des terres agricoles à Miramont, dans le Lot-et-Garonne, qui produisent les pruneaux. Il achète également une propriété, le Château Malakoff à Épernay en Champagne où il produira son propre champagne pour ses magasins, ainsi qu'une centaine d'hectares de vignobles aux alentours de Montpellier. Paul Potin, le fils de Félix Potin, acquiert en 1884 des vignobles à Borj Cédria en Tunisie, domaine surnommé « Potinville » comprenant environ 2 500 ha de terres agricoles et 500 ha de vignobles. Les vignobles tunisiens de Paul Potin produisent 25 000 hl en 1895. En 1920, la production quotidienne des usines Félix Potin atteint le chiffre impressionnant d'un million et demi de bouteilles de vin par jour,,.

#### La guerre de 1870
Lors du siège de Paris en 1870, il se distingue en refusant la spéculation sur les produits alimentaires, Félix Potin maintient des prix bas dans son magasin où il organise le rationnement et met de la nourriture (5 000 kg de riz) à disposition des cantines nationales. Félix Potin va jusqu'à acheter Castor, un des éléphants du Jardin d'Acclimatation, qu'il débite en tranches dans ses épiceries. En novembre 1870, une étrange campagne de presse (relayée par des dizaines de journaux) le donne pour mort, supposément suicidé pour échapper au déshonneur d'avoir été dénoncé comme profiteur de la pénurie de nourriture. Il se voit contraint de publier une lettre ouverte clamant « Je ne suis pas mort »,,,.

### Le développement du groupe (1871-1924)
Félix Potin meurt en juillet 1871, deux mois après la fin de la Commune de Paris. La Maison Félix Potin est alors la plus importante épicerie de Paris. Sa veuve prend les rênes de l'entreprise jusqu'à son décès en 1890. La marque commerciale « Félix Potin » est déposée en 1886. C'est durant cette période que la maison Félix Potin accueille Auguste Fauchon qui y fait son apprentissage dans les années 1880,,.
Ses trois fils (Paul [1847-1923], Félix [1853-1896] et Julien [1857-1927] Potin) ainsi que ses deux beaux-fils (Alfred Mézières [1850-1925] et Ansbert Labbé [1842-1920]) prennent en main la destinée de la Maison Félix Potin au décès de leur mère. Ils s'attellent notamment au développement de l'entreprise. Ils fondent pour cela en 1890 la société en nom collectif Félix Potin & Cie au capital de 15 millions de francs.

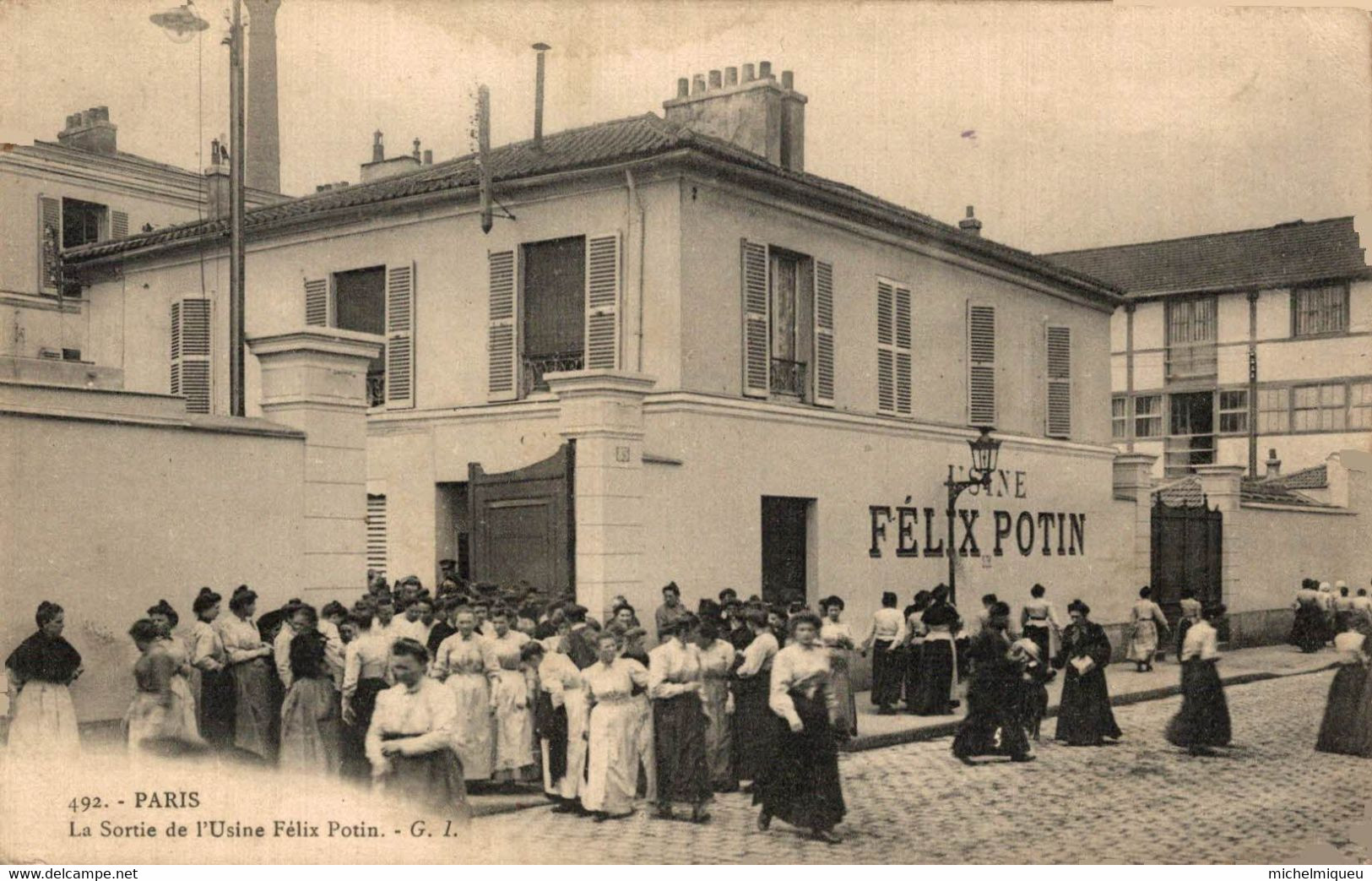
Sortie des femmes de l'usine Félix Potin rue de l'Ourcq

Toujours dans les années 1880, Félix Potin développe ses ateliers dans le quartier de la Villette à partir de son implantation initiale de la rue de l'Ourcq. Le  « Roi de la conserve » tel qu'est surnommé Félix Potin, emploie à l'époque 2 000 ouvriers (en majorité une population féminine non qualifiée). Peu à peu les ateliers Félix Potin grignotent le quartier. Le 123 rue de Flandres accueille de nombreux bâtiments, dont des vestiaires, un dépôt de bouteilles vides, mais surtout deux grandes remises pour les voitures d'expédition. Le service des expéditions de Félix Potin monopolise à la fin du XIXe siècle 58 voitures à deux chevaux, 6 fourgons et 19 camions ou flèches,.
Deux nouvelles usines sont ouvertes, une à Pantin (comprenant notamment un immense entrepôt) dès 1880, une autre à Saint-Denis, les effectifs des usines Félix Potin passent de 1 800 en 1906 à 8 000 en 1927. Ne limitant plus son offre aux seuls produits alimentaires, les épiceries deviennent « littéralement des supermarchés ». En 1893, la société Félix Potin installe une savonnerie à Pantin,,.
De nouveaux magasins sont ouverts : dans le Faubourg Saint-Antoine (1899), rue de Rennes (1904), alors que le magasin du Boulevard Sébastopol est reconstruit en 1910. En 1910, la Maison Félix Potin compte cinq succursales supplémentaires à Paris et en région parisienne, chaque magasin employant 300 à 400 commis. En région parisienne comme à Paris c'est la même recette qui est appliquée : implantation à un angle de rue, sur un boulevard à forte fréquentation, dans un immeuble grandiose. Il en va ainsi du magasin Félix Potin qui s'installe en 1910 au 159, avenue du Roule à Neuilly-sur-Seine (actuellement 159, avenue Achille Peretti). Immeuble surmonté d'un dôme, dû à l'architecte Lemaresquier, qui est également l'architecte à qui l'on doit la construction des immeubles du boulevard Malesherbes et du boulevard de Sébastopol à Paris,,,.
Le 30 mars 1918, durant la première Guerre mondiale, un obus lancé par la Grosse Bertha explose sur l'usine Potin située no 85 rue de l'Ourcq.

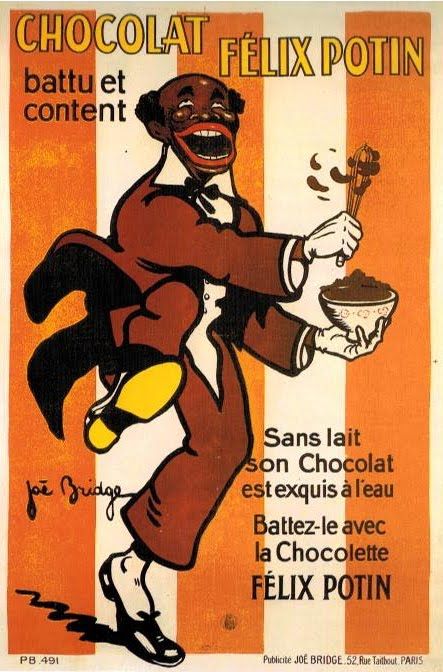
Affiche publicitaire réalisée vers 1922 par l'illustrateur Joë Bridge. Elle met en scène le clown Chocolat au visage simiesque, dansant sur un fond de rayures (symbole de l'exclu) et battant le chocolat Félix Potin dans un bol. Cette affiche véhicule le stéréotype du nègre « battu et content ».

Les héritiers de Félix Potin procèdent au développement de leur présence en France (banlieue et province) tant et si bien qu'en 1918 Félix Potin comptabilise approximativement 60 succursales et plusieurs milliers de commerçants dépositaires livrés par des entrepôts Félix Potin qui s'étendent sur 125 000 m2. Ces entrepôts sont eux-mêmes fournis par deux usines Félix Potin situées à La Villette et Pantin. La société devient au début du XXe siècle la « maison d'alimentation la plus importante du monde »,.
Après la Première Guerre mondiale, des magasins s'ouvrent en province ; aux commis qui épousent des caissières, on confie des franchises : à cette époque, le commerce de proximité se développe et les magasins à prix unique vont bientôt apparaître, Félix Potin s'adapte en multipliant les boutiques qui atteignent le nombre de soixante-dix en 1923. Il développe la vente par correspondance et publie un catalogue,.

### Une période d'incertitudes (1924-1945)

#### La dilution du contrôle familial
En 1924 la société en nom collectif Félix Potin & Cie se transforme en société anonyme afin de pouvoir financer son développement et procède à d'importantes augmentations de capital jusqu'en 1927 : entre 1921 et 1927 le capital social de la société passe de 21 millions de francs à 120 millions de francs. Julien Potin (fils de Félix Potin, le fondateur) prend la présidence de la société jusqu'à son décès en 1927. Les désaccords entre les héritiers et la dilution provoquée par les augmentations de capital successives amènent la prise de contrôle de la société Félix Potin par Édouard Worms (à la tête de la Compagnie Internationale des Grands Magasins). Édouard Worms est soutenu par la banque Lazard, la Banque Transatlantique et la Société marseillaise de crédit. La famille Potin continue d'être présente au capital et au conseil d'administration, mais ne dirige plus la société sur le plan opérationnel,.

#### La vacance du pouvoir
Depuis le décès de Julien Potin survenu en 1927, la société Félix Potin est gérée par des administrateurs sans qu'un président soit nommé.

« Par déférence pour sa mémoire [Julien Potin], le conseil d'administration, pendant près de deux ans, ne crut pas devoir lui donner un successeur immédiat à la Présidence. »

Le groupe Félix Potin est alors dirigé par des administrateurs nommés par les banques. L'un d'entre eux fait parler de lui en emmenant le groupe Félix Potin au bord la faillite : Jean Defradas. Jean Defradas est nommé administrateur de Félix Potin en 1928. Il est par ailleurs administrateur délégué aux Économats du Centre. En 1929 il devient Directeur général du groupe Félix Potin puis Président du conseil d'administration en 1931 tout en conservant ses fonctions d'administrateur délégué aux Économats du Centre. Jean Defradas décide à partir de 1929 de développer les synergies de groupe entre Félix Potin et les Économats du centre : les deux groupes ne sont pas concurrents et leurs marchés sont complémentaires. Jean Defradas demande pour cela à un groupe de banques de lui octroyer une avance de trésorerie de 50 millions de francs : un groupe de banques suisses octroie 30 millions de francs et la Société générale attribue 20 millions de francs d'avance de trésorerie. En 1930 la Société générale cède sa créance sur le groupe Félix Potin pour 10 millions de francs à Worms & Cie. Dans le même temps les premiers effets de la crise se font sentir dès 1928 par une baisse de fréquentation. La société Félix Potin décide alors de scinder son activité et d'opérer sous deux marques commerciales distinctes. Félix Potin continue son activité d'épicerie à destination des classes moyennes. À côté de Félix Potin est créée la marque Economics, avec des produits moins chers, destinés à une clientèle plus populaire,.
Sur le plan de la politique intérieure, en France, le gouvernement d'Édouard Herriot initie en 1932 une lutte contre l'évasion fiscale. Une perquisition dans les locaux parisiens d'une banque suisse, la Banque commerciale de Bâle, fait apparaitre divers noms de l'industrie française, parmi lesquels se trouve celui de Félix Potin. Les documents saisis permettent également de mettre au jour le mécanisme de la fraude entre la banque suisse et ses clients français,.
Les effets de la crise de 1929 prennent à contrepied les objectifs de développement affichés par la direction du groupe Félix Potin emmenée par Jean Defradas. La nouvelle stratégie du groupe Félix Potin consistant à opérer sous deux marques ne permet pas de résoudre la crise. Les Économats du centre sont mis en faillite en 1932 et le groupe Félix Potin est en très grande difficulté financière.
En 1931, sont découvertes des anomalies comptables : prélèvements anormaux et irrégularités auxquelles le président Jean Defradas a exposé la société Félix Potin, notamment vis-à-vis des Économats du Centre. Le montant de ces anomalies comptables est provisionné pour un montant de 60 millions de francs à la fin de l'exercice 1931. Afin de combler une partie du trou, la propriété de Bagatelle est vendue pour 28 millions de francs en 1930 par la famille Potin. Cela ne suffit cependant pas et les avances octroyées par les banques sont alors converties en actions du groupe Félix Potin. Une augmentation de capital réservée aux banques est lancée afin de recapitaliser le groupe Félix Potin. Edouard Worms et les banques créancières prennent le contrôle et la direction de la société Félix Potin. Accusé d'escroquerie, d'abus de confiance, Jean Defradas a été condamné pour abus de confiance à la suite de détournements de fonds se montant à 63 millions de francs
,
,
,
.

#### La reprise de contrôle par la famille Potin

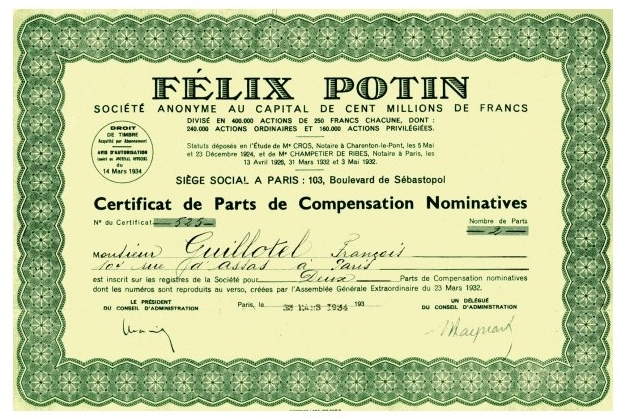
Action Félix Potin 1934

Le décès du beau-père de Jean Potin, Lucien Desmarais (fondateur des pétroles Azur) en décembre 1934 lui donne accès à une immense fortune. Jean Potin utilise cet argent pour racheter des parts de la société Félix Potin à Édouard Worms et aux banques ; il en reprend le contrôle et en devient président fin 1934.

#### La période d'Occupation
Durant l'occupation, Félix Potin met à profit les lois d'aryanisation pour s'emparer des magasins d'alimentation Loiseau-Rousseau, une chaîne parisienne qui appartient au groupe d'Édouard Worms et que la société Félix Potin parvient à acquérir en 1943. À la libération, un jugement ordonne la rétrocession des titres acquis à leur légitime propriétaire. La mort de Jean Potin le 18 mars 1945 laisse à sa veuve le soin d'exécuter le jugement,.

### Le déclin (1945 - 1984)

#### Fin de l'actionnariat familial
À la Libération, les dirigeants de la société Félix Potin font l'objet d'une plainte de la part du Comité d'épuration des usines Félix Potin. Janine Potin est particulièrement visée, étiquetée comme pétainiste. Cependant, l'instruction du dossier montre que la société Félix Potin a peu commercé avec les Allemands durant la guerre et n'a pas recherché leurs commandes. Le dossier, instruit par le comité départemental de confiscation des profits illicites, mentionne un commentaire élogieux de la part de l'inspecteur des contributions directes « Il est remarquable que la société Félix Potin, dont le nom est si universellement connu, les produits si réputés, et dont les ateliers de fabrication étaient situés à Paris, ait réussi à travailler si peu avec les autorités d'occupation ». Il s'avère que les Allemands n'ont apprécié dans l'éventail des produits Félix Potin que ses confitures, pour une valeur de 8 % de l'atelier de fabrication des confitures. Rapporté à la valeur totale des ventes durant l'occupation, le montant des marchandises vendues à l'occupant s'élève à 1,8 % du montant total,.
En 1945, lorsque Jean Potin (petit-fils de Félix) meurt accidentellement, la direction de l'entreprise est reprise par son épouse. Janine Potin, également héritière par sa famille du groupe « Desmarais Frères », bénéficie de revenus confortables issus de l'industrie pétrolière. L'enseigne Félix Potin devient alors une préoccupation très secondaire. Janine Potin intensifie le mécénat sportif dans le hockey sur glace, initié par son mari Jean à une plus petite échelle. Elle soutient plus particulièrement les clubs de hockey sur glace de Villars (Suisse), Chamonix, Grenoble, Boulogne-Billancourt. Son fils Philippe Potin va perpétuer tout à la fois l'engagement pour le hockey sur glace (comme mécène et dirigeant des plus hautes instances sportives) et le désintérêt envers la société Félix Potin. Philippe Potin est le président de la Fédération française des sports de glace de 1964 à 1967 après avoir été le président des clubs de hockey sur glace de Boulogne Billancourt et de Grenoble. Auparavant, Philippe Potin sponsorise une équipe de cyclisme dans les années 1950, l'Équipe cycliste Helyett,,,,.
En l'absence d'intérêt et de relève parmi les actionnaires familiaux, et alors que les supermarchés libre-service apparaissent, la maison Félix Potin dépérit et la quarantaine de magasins subsistant est cédée en 1958 à l'homme d'affaires André Mentzelopoulos. Selon Philippe Verheyde dans le Dictionnaire historique des patrons français, cette cession s'est effectuée au prix de 3 milliards de francs,.

#### Ère Mentzelopoulos
André Mentzelopoulos relance l'activité ; il scinde l'activité commerciale du patrimoine immobilier et les fait prospérer séparément. En 1971 Félix Potin prend une participation de 45% dans Primistères avec lequel il fusionne. Durant les années 1970 Felix Potin acquiert une partie des Comptoirs Français en dépôt de bilan (1977), les magasins La Parisienne (1977), la chaîne de magasins Paris-Médoc (1978)  et Genvrain. Des participations sont prises dans Goulet-Turpin et le caviste Nicolas,,,.
Cet appétit d'acquisitions va être à la source des difficultés de gérer de manière homogène un groupe de plus de 1300 magasins. Les clients sont surpris de ne pas retrouver au sein de l'enseigne les mêmes produits ni surtout les mêmes prix. Devant les difficultés, André Mentzelopoulos cède à Daniel Amar les 58% qu'il détient dans Primistères représentant 1322 magasins à l'enseigne Félix Potin.
À la mort d'André Mentzelopoulos en 1980, la marque Félix Potin totalise plus de 1 300 magasins, mais la concurrence des autres enseignes de la grande distribution réduit leur rentabilité. En 1984, les héritiers Mentzelopoulos vendent la marque, qui est devenue déficitaire.

### Vers la fin de l'enseigne (1984-1995)
L'homme d'affaires marocain Daniel Amar rachète l'enseigne Félix Potin en 1984, avant de lui adjoindre en 1986 les supermarchés Radar. Le groupe, qui continue de perdre de l'argent, passe ensuite sous le contrôle du saoudien Ghaith Pharaon. Par la suite, le FBI et Interpol se mettront à la recherche de Ghaith Pharaon, fugitif et inculpé dans plusieurs affaires,,,,,. En septembre 1988, le groupe Promodès rachète les plus gros points de vente de l'enseigne Félix Potin (150 supermarchés), tandis que les quelque 800 petites boutiques restantes sont vendues en décembre au Groupe Castel, propriétaire depuis un an du caviste Nicolas.
Castel tente une ultime relance de l'enseigne avant de la revendre en 1992 aux frères Louis et Fabien Sayer. Alors qu'au XIXe siècle, Félix Potin avait bâti son succès sur un gros volume de vente à bon marché, les prix de l'enseigne montent et les ventes baissent : les marchandises sont 30 % plus chères que ses concurrents, certains produits étant vendus plus du triple du prix des autres enseignes, l'enseigne perd ses derniers clients. Alors que Félix Potin comprend encore près de 400 magasins et plus de 1 000 salariés, le groupe est liquidé en décembre 1995. En juin 1996, Promodès reprend sous ses propres enseignes une centaine de magasins et 112 salariés, tandis que Franprix obtient trois supermarchés. L'une des causes de la faillite du groupe Félix Potin est le mécanisme financier de prêts bancaires accordés sous forme de découverts par la BNP. Une mécanique qui mènera Félix Potin à la banqueroute et la BNP devant le tribunal pour « fourniture de crédits ruineux » : 700 millions de francs de crédit accordés de 1992 à 1995 dont les frais financiers étaient supérieurs au chiffre d'affaires du groupe Félix Potin,.
En 1997, les anciens magasins Félix Potin sont exploités par Promodès sous les enseignes Proxi, 8 à Huit et Codec. Après un an d'exploitation, ils dégagent un chiffre d'affaires de 400 millions de francs (supérieur aux 350 millions de francs au moment du rachat).
En mars 2009 est jugée l'affaire de la banqueroute de Félix Potin devant le tribunal correctionnel d'Évry où BNP Paribas est poursuivie pour fourniture de crédits frauduleux.

## Les principes novateurs du groupe
Le groupe Félix Potin a mis au point un système de distribution qui reposait sur plusieurs principes très novateurs à l'époque ; certains de ces principes sont toujours en vigueur aujourd'hui dans le milieu de la grande distribution.

### L'affichage des prix
À une époque où l'épicier était perçu comme un voleur patenté qui escroquait le client sur la qualité de la marchandise ainsi que sur la quantité et le prix (avec la pratique du « prix à la tête du client »), Félix Potin va bâtir sa réputation en vendant « bon poids et bon prix ». Alors que la profession est régulièrement brocardée par les caricaturistes dans la presse, Félix Potin met au point l'affichage des prix ainsi que les prix fixes dans toutes les épiceries à l'enseigne Félix Potin,.

### La marque commerciale
Afin de faire baisser les prix, Félix Potin avait compris qu'il fallait éliminer les intermédiaires. D'où la construction d'usines de transformation qui produisent des produits finis à la marque Félix Potin. La maison d'épicerie Félix Potin est ainsi le distributeur, l'entrepositaire, le transformateur et pour certains produits l'unique fournisseur de ses propres produits. En associant son nom aux produits qu'il fabrique et commercialise dans ses magasins, Félix Potin permet de prolonger le lien construit avec sa clientèle par le biais de sa marque. À l'époque, peu nombreux sont les produits alimentaires identifiables par leur marque ; seule Rivoire et Carret est à l'époque connue pour ses produits de marque. La marque commerciale Félix Potin est d'ailleurs déposée en 1886 afin de se protéger des contrefaçons. Félix Potin est ainsi un précurseur dans ce domaine en inventant à la fois le produit de marque et l'ancêtre de la marque de distributeur,.

### Les prix d'appel
L'intégration d'usines de transformation permet par ailleurs de pouvoir jouer sur les prix des produits fabriqués ou transformés en interne. Cela permet à Félix Potin de pratiquer ce qu'on appelle à l'époque la gâche, c'est-à-dire la vente de produits sans faire de marge sur le prix d'achat. Félix Potin applique ce procédé sur des produits de base comme le sucre, tout en augmentant les marges sur les produits plus luxueux. Au principe de l'épicier traditionnel « faire peu et gagner beaucoup d'argent », Félix Potin répond par un principe différent « faire beaucoup et gagner peu ». Il applique dans le domaine de l'épicerie un procédé utilisé à la même époque dans l'habillement par Aristide Boucicaut, le fondateur du Bon Marché. Cette pratique de la gâche appliquée au sucre est favorisée par des circonstances économiques favorables : l'époque du Second Empire est une période ou le libre échange se développe. Un traité de libre échange est notamment signé en 1860 avec le Royaume-Uni qui permet la baisse des droits de douane sur le sucre,,.

### Le catalogue de vente

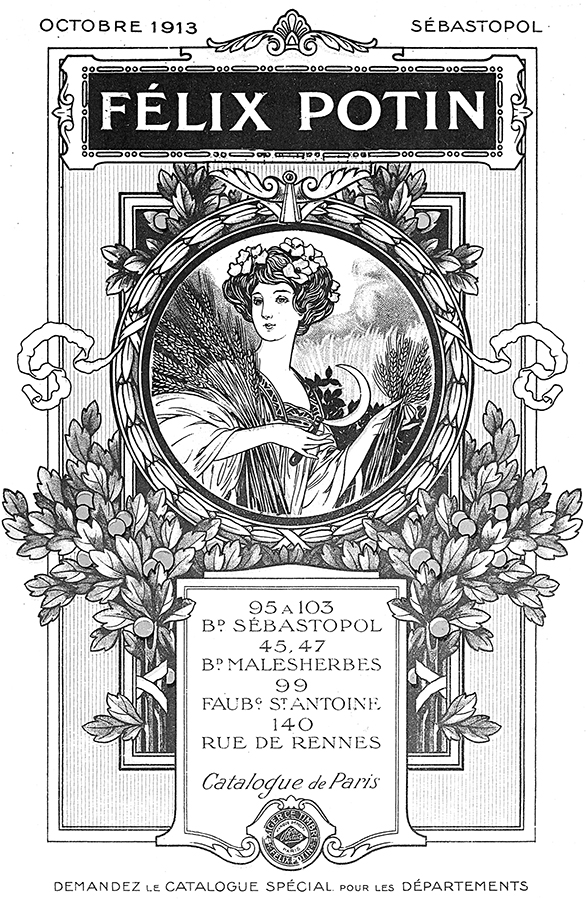
Catalogue de vente Félix Potin 1913

Félix Potin met au point un catalogue de vente imprimé et distribué à la clientèle. Au début du XXe siècle, ce catalogue comporte 2000 articles. Le catalogue devient le vecteur d'un nouveau mode de vente : la vente par correspondance.

### La livraison à domicile
Un service de livraison des achats de la clientèle en voitures à cheval est développé à partir de 1870. À l'aube du XXe siècle, le service de livraison de Félix Potin est composé de 85 voitures. Il effectue les livraisons des clients situés dans un périmètre de 20 kilomètres autour de Paris en desservant 217 communes de la région parisienne.
La livraison s'effectue par des attelages hippomobiles. Ceux-ci sont l'occasion de faire de la publicité pour l'enseigne sur les attelages utilisés mais également au travers des concours hippiques auxquels la marque participe.
À partir des années 1950-1960, la livraison s'effectue en fourgonnette Citroën 2 CV.
| Voiture de livraison hippomobile en 1901. |
| Voiture de livraison hippomobile en 1901. |

| Participations aux concours hippiques des attelages Félix Potin 1911. |
| Camion de livraison De Dion-Bouton en 1905.                           |

| Camion de livraison De Dion-Bouton en 1905.                           |
| Participations aux concours hippiques des attelages Félix Potin 1911. |

| Livraisons Félix Potin - service de banlieue. |
| Livraisons Félix Potin - service de banlieue. |

### La vente par correspondance
Le développement du réseau ferroviaire favorise la naissance d'un nouveau type de vente : la vente par correspondance. La technique commerciale du franco de port permet un formidable essor des produits Félix Potin jusque dans les colonies françaises. Cette technique n'est pas l'apanage de Félix Potin et toutes les grandes maisons de commerce utilisent cette technique dès la fin du XIXe siècle.

### Le service traiteur
Félix Potin avait compris très tôt qu'il fallait attirer le client avec des prix peu chers sur certaines denrées communes, tout en proposant des produits de luxe à des prix beaucoup plus élevés. Dans ce même esprit, il développe des rayons proposant de l'épicerie fine, des produits frais (volailles, poissons, gibier, primeurs) et un service de traiteur proposant des mets préparés. Félix Potin n'oublie pas non plus de profiter de la mode des produits fortifiants comme des produits de régime.

### La franchise commerciale
Le succès des deux premières épiceries donne l'idée à Félix Potin de proposer à ses commis les plus entreprenants de prendre la gestion d'une épicerie à la marque Félix Potin. Des couples se forment ainsi entre commis et caissières qui se lancent dans l'aventure Félix Potin. Les franchises ainsi installées essaiment ensuite en banlieue puis en province et dans les colonies françaises. La succursale Félix Potin est une concession : elle a l'exclusivité de vente des produits Félix Potin dans un territoire défini, sans que la maison mère Félix Potin ne soit responsable en cas de faillite. Félix Potin attribue une concession avec pour seule obligation d'effectuer un chiffre d'affaires minimal. Ce système se développe avec succès : en 1890 on recense 160 concessions Félix Potin et plusieurs milliers en 1929,.
| Magasin Félix Potin d'Asnières. |
| Magasin Félix Potin d'Asnières. |

| Magasin Félix Potin de la rue Lecourbe. |
| Magasin Félix Potin de Valenciennes.    |

| Magasin Félix Potin de Valenciennes.    |
| Magasin Félix Potin de la rue Lecourbe. |

| Dépôt de produits Félix Potin de Bizerte. |
| Dépôt de produits Félix Potin de Bizerte. |

### Les cadeaux-primes

#### Les collections photographiques
Entre 1898 et 1922, la maison Félix Potin lance trois collections de portraits photographiques intitulées Célébrités contemporaines. L'objectif est de réunir des photographies à collecter dans les tablettes de chocolat de marque Félix Potin, dans des albums spécifiquement édités pour l'occasion. Les portraits photographiques étaient de véritables photographies en tirage argentique de petit format (8 x 4 cm) mais de qualité remarquable : les clichés étaient signés de Nadar, Reutlinger, Meurisse. D'un point de vue marketing, ces collections fidélisent la clientèle et transforment l'enfant (amateur de chocolat) en prescripteur de l'action d'achat. Les collections sont appréciées par les familles, notamment à cause de leur caractère pédagogique : les photographies sont accompagnées de biographies.
| Arthur Augustus Zimmerman photographié par Charles Barenne en 1900. |
| Arthur-Augustus Zimmerman. Photographe : Charles Barenne, 1900.     |

| Portrait du sculpteur Alfred Lenoir issu de la 3e série (vers 1920)  |
| Portrait du sculpteur Alfred Lenoir issu de la 3e série (vers 1920). |

| Princesse Thyra de Danemark (1880–1945). |
| Princesse Thyra de Danemark (1880–1945). |

| Jean-Joseph Benjamin-Constant (1845-1902), peintre français. |
| Jean-Joseph Benjamin-Constant (1845-1902), peintre français. |

| Henri Amand, international français de rugby. |
| Henri Amand, international français de rugby. |

## Les bâtiments emblématiques du groupe Félix Potin

### La Poivrière

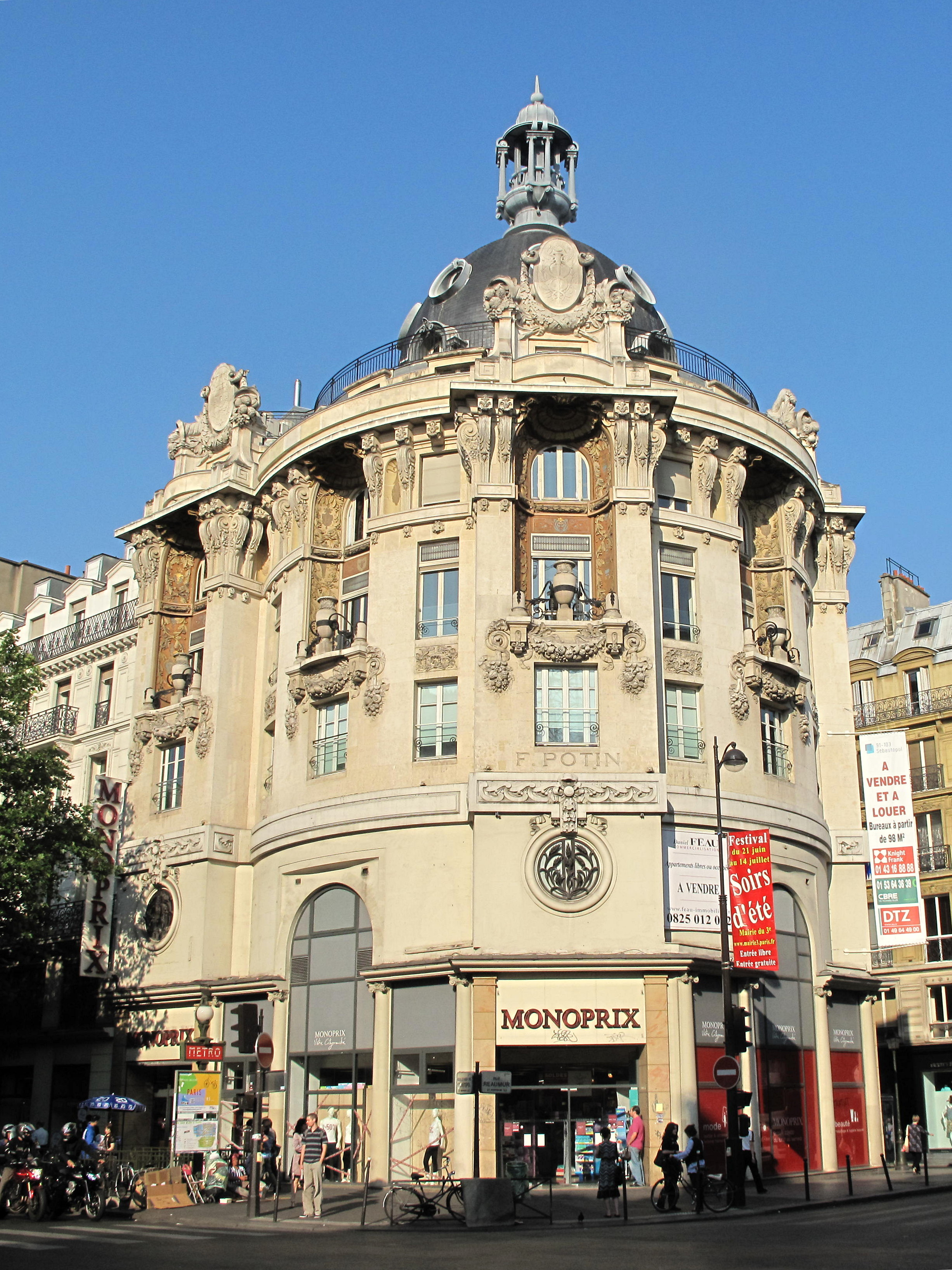
Le siège historique de Félix Potin, à l'angle de la rue Réaumur et du boulevard de Sébastopol à Paris.

Au croisement du boulevard de Sébastopol et de la rue Réaumur dans le 2e arrondissement de Paris, le siège de la Maison Félix Potin est érigé en 1910 selon les plans de Charles Lemaresquier à l'emplacement de l'épicerie Félix Potin ouverte en 1860. À cause du dôme qui le surplombe, il sera surnommé « la Poivrière ».

### L'immeuble de la rue de Rennes

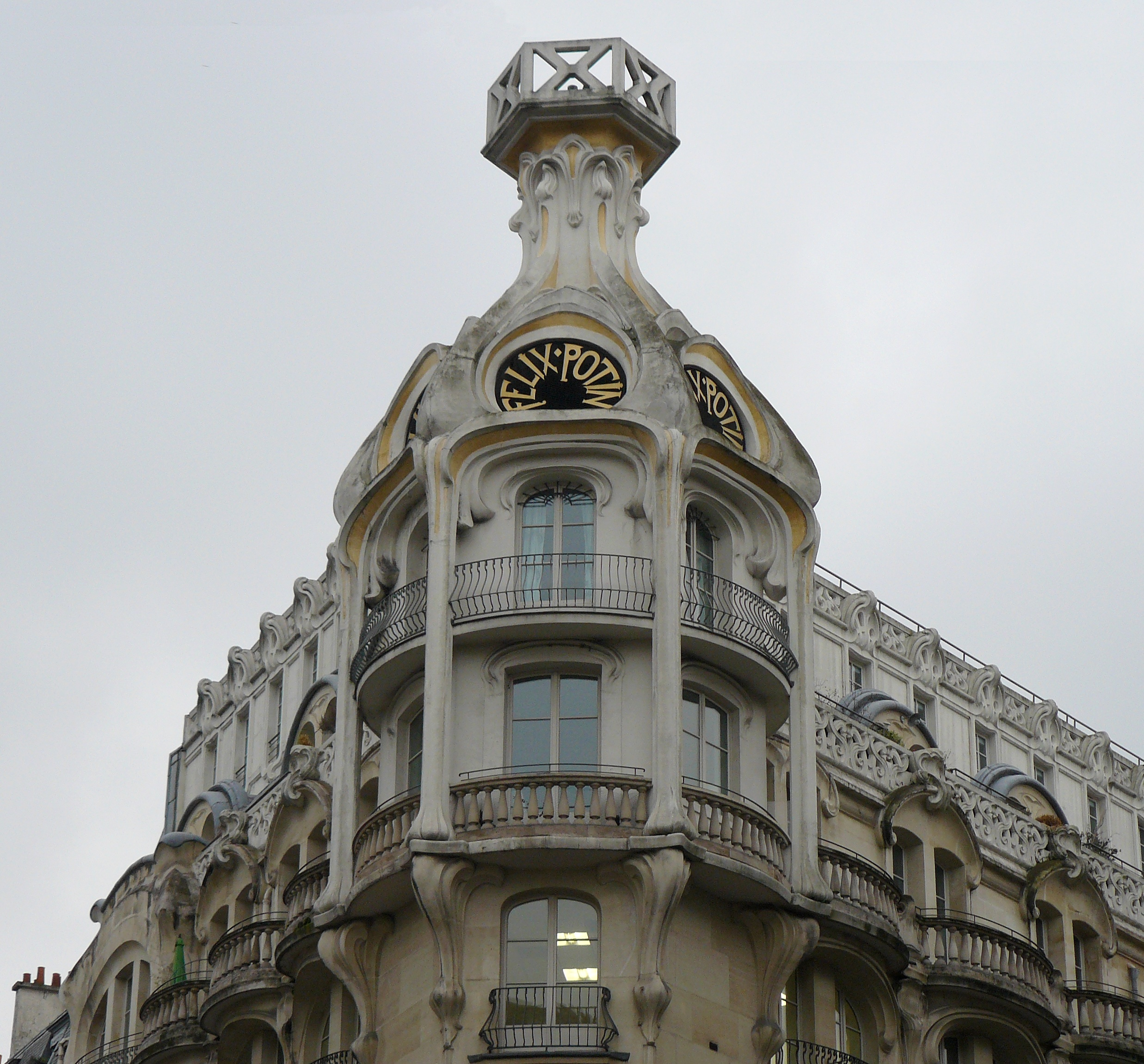
Photographie de l'ancien magasin Félix Potin situé 140, rue de Rennes à Paris.

L'immeuble monumental de la rue de Rennes ouvre en 1904. Situé au 140, rue de Rennes, à l'angle de la rue Blaise-Desgoffe, l'immeuble, œuvre de l'architecte Paul Auscher est le premier grand magasin à utiliser le béton armé dans sa construction.[réf. nécessaire] Les courbes de l'immeuble lui valent le surnom de « bouchon de champagne ». Véritable bijou architectural, le bâtiment est classé à l'inventaire supplémentaire des monuments historiques depuis 1975. Le bâtiment est une grande surface alimentaire de six étages richement décorée en style Art nouveau qui propose notamment un « service de cuisine pour la ville » avec son rayon traiteur. La disposition à l'intérieur du magasin a été voulue aérée et ordonnée afin de permettre une circulation facile. Un tapis roulant permet d'accéder à un salon de thé et à un salon de photographie situés à l'entresol,,.

### Les usines et ateliers de La Villette

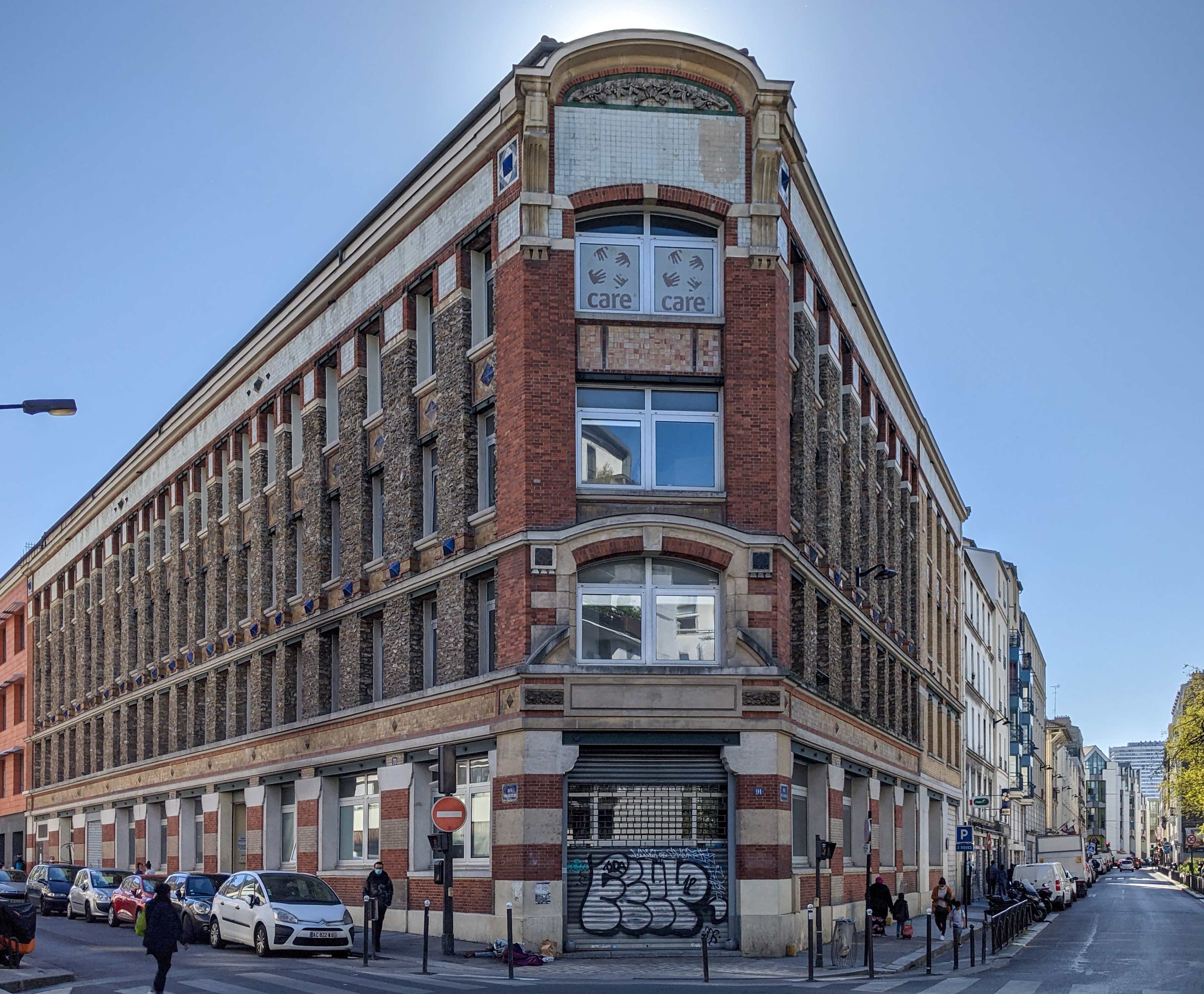
Bâtiment subsistant de l'usine Félix Potin.

Le choix du quartier de La Villette pour l'implantation de la première usine de transformation des produits Félix Potin est très judicieux. En effet le quartier bénéficie à l'époque d'une desserte fluviale impressionnante : les canaux de l'Ourcq, de Saint Denis et de Saint Martin permettent un raccordement au port fluvial de La Villette. Or La Villette sera jusqu'en 1914 le premier port fluvial de France (devant Bordeaux). La desserte fluviale est doublée d'une desserte ferroviaire avec la station de chemin de fer de Belleville-La Villette et se situe à proximité des gares de Paris-Bestiaux et de Paris-Abattoirs. Le quartier accueille également les abattoirs de la Villette.
L'usine de La Villette est construite dans les quartiers ouvriers de Paris qui se prolongent sur Pantin, Saint-Ouen. Des quartiers particulièrement insalubres qui sont, à l'époque, qualifiés de « bagne ouvrier »  ou encore de « cayenne ». Parmi ces usines, certaines logent une partie de leur personnel sur place, dont celle de Félix Potin.

« L’usine Félix Potin, au 83-89 rue de l’Ourcq, répartie sur cette parcelle de 6800 mètres, était composée d'une série de bâtiments parallèles, reliés par un système compliqué de cours vitrées et de ponts, où alternaient écuries, magasins et ateliers de fabrications, en général de deux étages. Un bâtiment spécial, surmonté par une cheminée de 30 mètres, abritait les machines à vapeur. Devant la chocolaterie, deux pavillons d’habitation réservés au logement du personnel de l’expédition – les commis, pour la plupart de tout jeunes gens, étaient en effet logés par Potin – furent remaniés et surélevés à plusieurs reprises, jusqu’à cinq étages : en 1900, on trouvait là concentrés surtout le rez-de-chaussée et au premier les services de l’expédition avec ses immenses comptoirs ; au deuxième étaient les cuisines, le réfectoire et le “dortoir des bonnes”; au troisième, on trouvait les bureaux – 18 machines à écrire –, et les deux derniers niveaux étaient entièrement occupés par les dortoirs réservés aux commis hommes. »

— Alain Faure, Paris, le peuple, la banlieue. in Les premiers banlieusards - Aux origines des banlieues de Paris (1860-1914), 1991, Paris  ,   
Pour parfaire le tout Félix Potin a installé son service des expéditions rue de Flandres.

### Les entrepôts de Pantin

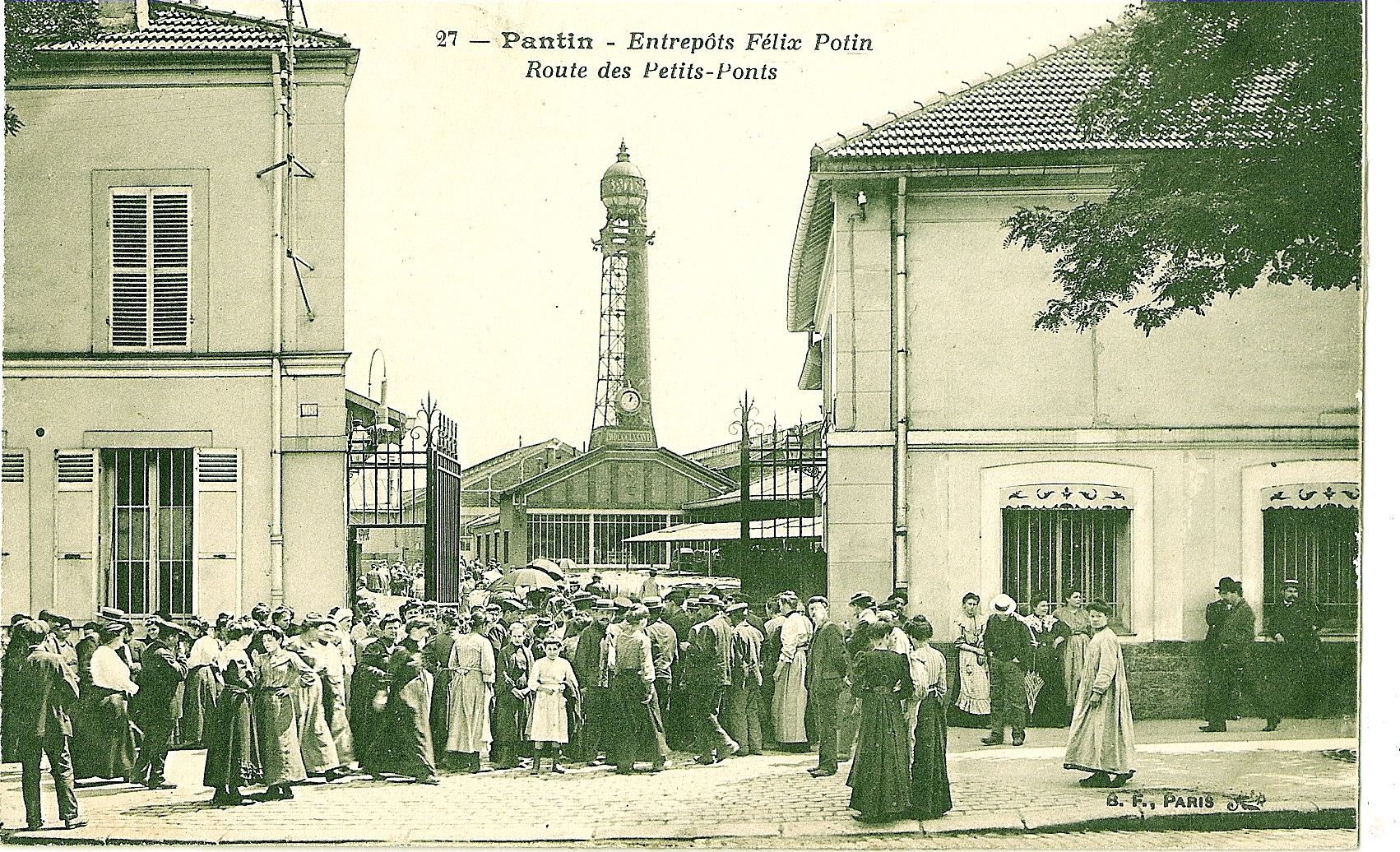
Pantin, entrepôts de Félix Potin route des Petits-Ponts.

Situés le long du canal de l'Ourq, route des Petits-Ponts, les installations de Félix Potin sont construites vers 1880. Elles comprennent un immense entrepôt, ainsi que des chais, des cuves à liqueur, un laboratoire et une parfumerie.

### Le chateau de Dampont
Le château est acquis par Jacques Potin, petit-fils de Félix Potin, en 1908.

### Le chateau Malakoff
La propriété est acquise en 1893 par Félix Potin.

## Quelques chiffres du groupe Félix Potin

### Chiffre d'affaires
| Année           | CA (Millions FF) |
| --------------- | ---------------- |
| 1869            | 6 MF             |
| 1880            | 18 MF            |
| 1887            | 30 MF            |
| Fin XIXe siècle | 45 MF            |
| début 1980      | 45 000 MF        |
| 1992            | 1 200 MF         |
| 1995            | 300 MF           |

### Nombre de points de vente
| Année | Nb points de vente, |
| ----- | ------------------- |
| 1844  | 1                   |
| 1860  | 2                   |
| 1890  | 160                 |
| 1956  | 1200                |
| 1977  | 1600                |
| 1980  | 1322                |
| 1992  | 607                 |
| 1995  | 460                 |

## Culture populaire
En 1989, l'enseigne Félix Potin est citée dans le sketch Télémagouilles (parodie d'un jeu télévisé) du groupe d'humoristes Les Inconnus. La candidate Véronique (jouée par Didier Bourdon) déclare lors de sa présentation : « j'ai 26 ans et je suis caissière à Félix Potin, mais je ne compte pas faire ça toute ma vie, je compte bientôt rentrer caissière à Mammouth ! »,,.

## Filmographie
- [vidéo][Production de télévision - Documentaire] « Les dossiers de l'histoire - La chute de la Maison Potin », Philippe Kohly (réalisateur),  Compagnie des phares et balises (production), 15 février 1997, France 3 (consulté le 20 octobre 2017)